# Antônia (futbolista)
Antônia Ronnycleide da Costa Silva (Pau dos Ferros, Rio Grande do Norte, Brasil; 26 de abril de 1994) más conocida como Antônia es una futbolista brasileña. Juega de defensora en Real Madrid Club de Fútbol de la Liga F de España. Es internacional con la Selección de Brasil.

## Trayectoria
Comenzó jugando en ABC Futebol Clube de Brasil para luego pasar a Ponte Preta. En su país natal tuvo pasos por Audax, Corinthians, Iranduba y São Paulo.
Su primera experiencia internacional llegó en 2020 cuando fichó por Madrid CFF donde permaneció hasta 2022, cuando ficha por el Levante UD de la Liga F con contrato hasta el año 2024.

## Selección nacional
Es internacional con la selección brasileña desde 2017, luego no fue convocada hasta el año 2020.

## Estadísticas

### Clubes
| Club         | País   | Año             |
| ------------ | ------ | --------------- |
| ABC FC       | Brasil | ???? - ????     |
| Ponte Preta  | Brasil | 2017            |
| Audax        | Brasil | 2017-2018       |
| Corinthians  | Brasil | 2017            |
| Iranduba     | Brasil | 2018 - 2019     |
| São Paulo FC | Brasil | 2019            |
| Madrid CFF   | España | 2020 - 2022     |
| Levante UD   | España | 2022 - 2024     |
| Real Madrid  | España | 2024 - presente |

## Palmarés

### Títulos internacionales
| Título                     | Equipo      | Sede     | Año  |
| -------------------------- | ----------- | -------- | ---- |
| Copa Libertadores          | Corinthians | Paraguay | 2017 |
| Copa América Femenina      | Brasil      | Colombia | 2022 |
| Juegos Olímpicos de Verano | Brasil      | París    | 2024 |
| Copa América Femenina      | Brasil      | Ecuador  | 2025 |

### Distinciones individuales
| Distinción                                     | Año  |
| ---------------------------------------------- | ---- |
| Premio Craque do Brasileirão al Equipo del Año | 2018 |